# Gleb Sakharov
Gleb Sakharov (Tashkent, 10 giugno 1988) è un tennista francese, che ha giocato per quattro anni rappresentando l'Uzbekistan, suo Paese d'origine.